# Krampfanfall
Ein Krampfanfall ist zumeist ein epileptischer Anfall, ein Gelegenheitsanfall ohne Epilepsie, ein dissoziativer Krampfanfall oder ein Symptom anderer Erkrankungen (Hypoglykämie oder andere schwere Stoffwechselstörung, schwerer Sauerstoffmangel), einer Vergiftung oder eines Schädelhirntraumas. Als Form des epileptischen Anfalls kann bei Kindern im Zusammenhang mit Fieber ein Fieberkrampf, die häufigste Form eines Krampfanfalls bei Kindern, auftreten. Beim Krampfanfall treten häufig tonische oder/und klonische Krämpfe auf. Auch „atonische Krampfanfälle“ mit einem plötzlichen Verlust der Muskelspannung sind möglich.
Ein vom Gehirn (zerebral) verursachter Krampfanfall kann aus medizinischen Gründen auch gewollt ausgelöst werden, so z. B. im Zuge einer Elektrokonvulsionstherapie (EKT). Hierbei entstehen jedoch durch die inzwischen weiterentwickelten Methoden keine Krämpfe mehr, sondern nur noch eine kurzzeitige neuronale Übererregung im Gehirn, die für den Patienten nicht spürbar und vom Arzt nur elektroenzephalografisch (EEG) beobachtbar ist. Um einen solchen „Anfall“ auszulösen, wird dem Patienten ein kurzer Stromimpuls durch das Gehirn geleitet. Dabei ist der Patient vollständig anästhesiert, erhält ein muskelrelaxierendes Mittel und wird medizinisch eng überwacht. Eine Elektrokonvulsionstherapie gilt als das wirksamste Verfahren zur Behandlung von schweren, anders nicht therapierbaren Depressionen.
Der Begriff wird in der Literatur auch bei „psychogenen Krampfanfällen“ oder zur Beschreibung von Krämpfen im Rahmen einer Tetanus-Erkrankung verwendet. Gelegentlich werden auch plötzlich auftretende Muskelkrämpfe als Krampfanfall bezeichnet.
Zur medikamentösen Behandlung von Krampfanfällen kommen Sedativa, Narkotika oder Relaxanzien, insbesondere Benzodiazepine, aber auch das Barbiturat Thiopental in Betracht.